# Ticket to Heaven
"Ticket to Heaven" pjesma je sastava Dire Straits, koju je napisao gitarist i pjevač Mark Knopfler. Objavljena je na albumu On Every Street 1991. godine. Objavljena je kao singl jedino u Nizozemskoj, gdje se popela na 43. mjesto na ljestvici 1994.
Tekst pjesme opjevava hipokriziju nekih religijskih propovjednika, jer se više posvećuju luksuzu nego duhovnosti.

## Vanjske poveznice
- Službene stranice Marka Knopflera
- Ticket to Heaven na MusicBrainz